# 요로 (연호)
요로(일본어: 養老)는 일본의 연호 중 하나이다.
- 전후 : 레이키(霊亀) 이후 - 진키(神亀) 이전.
- 시기 : 717년 ~ 723년
- 천황 : 겐쇼 천황

## 개원
- 레이키 3년 11월 17일(율리우스력 717년 12월 24일) 요로 폭포의 이름에서 기인해 개원하여
- 요로 8년 2월 4일(율리우스력 724년 3월 3일) 진키로 개원되었다.

## 유래
- 요로 폭포를 찾아간 겐쇼 천황이 폭포와 샘의 아름다운 경치에 감탄하여 사면령을 내리고 폭포의 이름을 따서 개원했다.

## 요로 시기에 일어난 일
- 2년
  - 5월 2일 : 노토노쿠니・아와노쿠니를 신설하였다.
- 4년
  - 《니혼쇼키》를 완성하여 천황에게 찬상(撰上)하였다.
- 7년
  - 4월 17일 : 황무지 개간(開墾)을 촉진시키기 위해 황무지 개간자에게 특혜를 주는 산세잇신 법(三世一身法 삼세일신법[*])을 시행하였다.

## 서력과의 대조표
| 요로        | 원년       | 2년        | 3년        | 4년        | 5년        | 6년        | 7년        | 8년        |
| ----------- | ---------- | ---------- | ---------- | ---------- | ---------- | ---------- | ---------- | ---------- |
| 서기 (西紀) | 717년      | 718년      | 719년      | 720년      | 721년      | 722년      | 723년      | 724년      |
| 간지 (干支) | 정사(丁巳) | 무오(戊午) | 기미(己未) | 경신(庚申) | 신유(辛酉) | 임술(壬戌) | 계해(癸亥) | 갑자(甲子) |

## 같이 보기
- 일본의 연호 일람

| 이전 레이키 | 일본의 연호 717년 ~ 723년 | 다음 진키 |